# Berner Physiologus

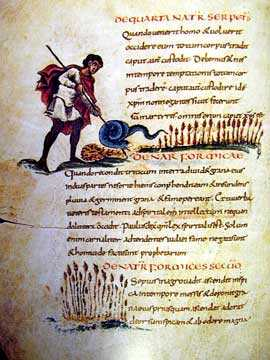
Berner Physiologus, fol. 12v

Der Berner Physiologus ist eine karolingische Bilderhandschrift, die um 825–850 in Reims entstand. Der Codex beinhaltet unter anderem die älteste illustrierte lateinische Ausgabe der christlichen Naturlehre des Physiologus. Das Manuskript ist mit 25 gerahmten sowie 10 ungerahmten Miniaturen illuminiert. Als Schreiber nennt sich auf fol. 125r ein Haecpertus. Entstanden ist der Sammelband um 830 im Kloster Hautvillers.
Seit dem 17. Jahrhundert befindet sich die Handschrift in der Berner Burgerbibliothek unter der Signatur Codex Bongarsianus 318.

## Beschreibung des Codex
Der Codex ist ein Sammelband aus 131 Pergamentblättern im Format 255 × 180mm. Auf fol. 130r findet man einen Schreibervers und ein Schreiberkolophon: 

„AMEN finit. Haecpertus [= Egbert] me fecit. Qui istum librum legit, orat pro Hecperto scriptore si deum habeat adiutorem et defensorem. – 
Amen. Haecpertus hat es gemacht. Wer dieses Buch liest, bete für den Schreiber Haecpertus wenn Gott einen Helfer und Verteidiger hat.“

 Er hat eine karolingische Minuskel verwendet. Außerdem wurde eine rote und schwarze Unziale für Kapitel- und Werküberschriften benutzt. Der Codex ist um 830 im Kloster Hautvillers entstanden. Laut einem Restaurierungsvermerk auf dem Spiegelblatt des Hinterdeckels wurde der Einband 1946 vollständig restauriert.

## Inhalt
Der Codex besteht aus insgesamt 9 Teilen:
1. Vita Sancti Symeonis (fol. 1r–5r) (ca. 830)
2. De ortu et obitu patrum (fol. 5r–6v) (ca. 830): Dies sind 18 Kurzbiographien von christlichen Patriarchen (Abraham bis David).
3. Physiologus latinus (fol. 7r–22v) (ca. 830): Diese Fassung des Physiologus enthält nur 24 Kapitel mit 33 Bildern (fol. 7r-21r). Danach folgen, jeweils mit einem Bild geschmückt, die Abschnitte Galli cantus (fol. 21v.22r) und Caballus (fol. 22r-v). Dies ist der bekannteste Teil des Codex, weshalb dieser auch danach benannt wurde. Im Physiologus werden verschiedene Tiere (sowohl reale als auch fantastische), Pflanzen und Steine beschrieben.
4. Fredegarii Chronicon (fol. 23r–125r) (ca. 830): Diese, dem Fredegar zugeschriebene Weltchronik ist in vier Bücher eingeteilt und bricht im neunten Kapitel des vierten Buches ab.
5. Dies Aegyptiaci (Einschub) (fol. 41r) (ca. 10. Jh.): Diese Liste der Unglückstage wurde wenig später, auf frei gelassenem Platz, nachgetragen. Die Liste unterscheidet sich stark von Listen aus anderen Regionen.
6. Lectio S. Evangelii secundum Matthaeum (fol. 125r) (ca. 830)
7. Sermo S. Effrem monachem in transfigurationem Domini (fol. 125v–130r) (ca. 830): Diese Auslegung wird dem Syrer Ephräm zugeschrieben.
8. Praecepta medica (fol. 130v) (09. – 10. Jahrhundert): Hier findet man zwei Rezepte.
9. De septem miraculis mundi (fol. 131r–v) (ca. 11. Jahrhundert): In diesem letzten Teil werden die sieben Weltwunder beschrieben.[2]

## Geschichte des Codex
Vom Kloster Hautvillers gelangte der Codex in den Besitz von Pierre Daniel (1530–1603). Dieser schrieb auf Blatt 1r: „Petri Danielis Aurel.“ Außerdem findet man Notizen der gleichen Hand besonders zur Fredegarchronik (fol. 74r, 75r, 78r, 78v, 95v, 96r, 106r, 118v etc.).
Auch der nächste Besitzer, Jacques Bongars (1554–1612), nennt seinen Namen auf fol. 1r und fertigte Notizen an (fol. 52v, 99r).
Im 15. Jahrhundert war der Codex in Reims in Privatbesitz. Davon zeugt ein Eintrag auf Blatt 131v: „Ce livre appartient a Ragonde Bachellier“.
Durch eine Schenkung gelangte der Codex 1632 in die Berner Bibliothek.

## Galerie

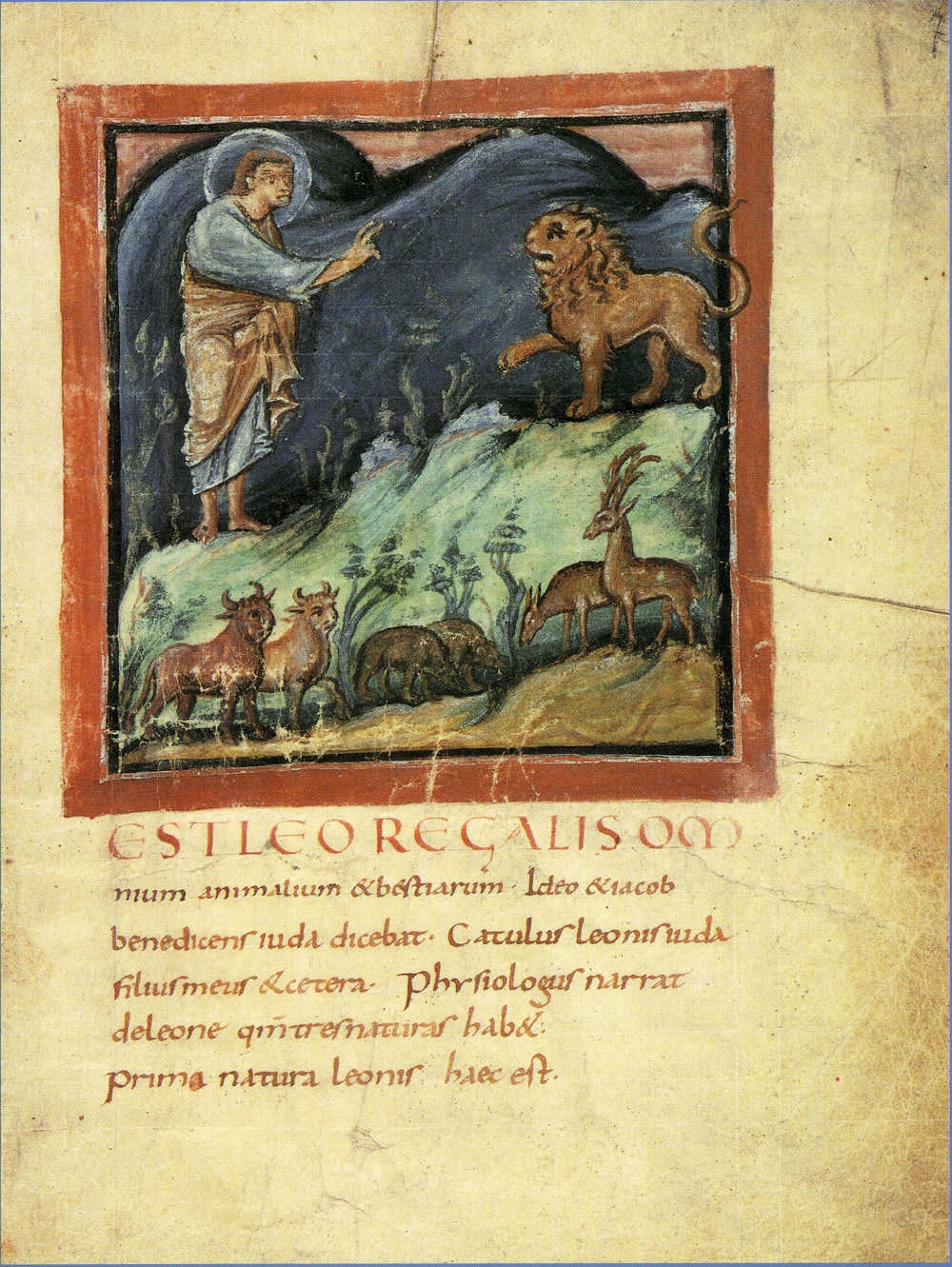
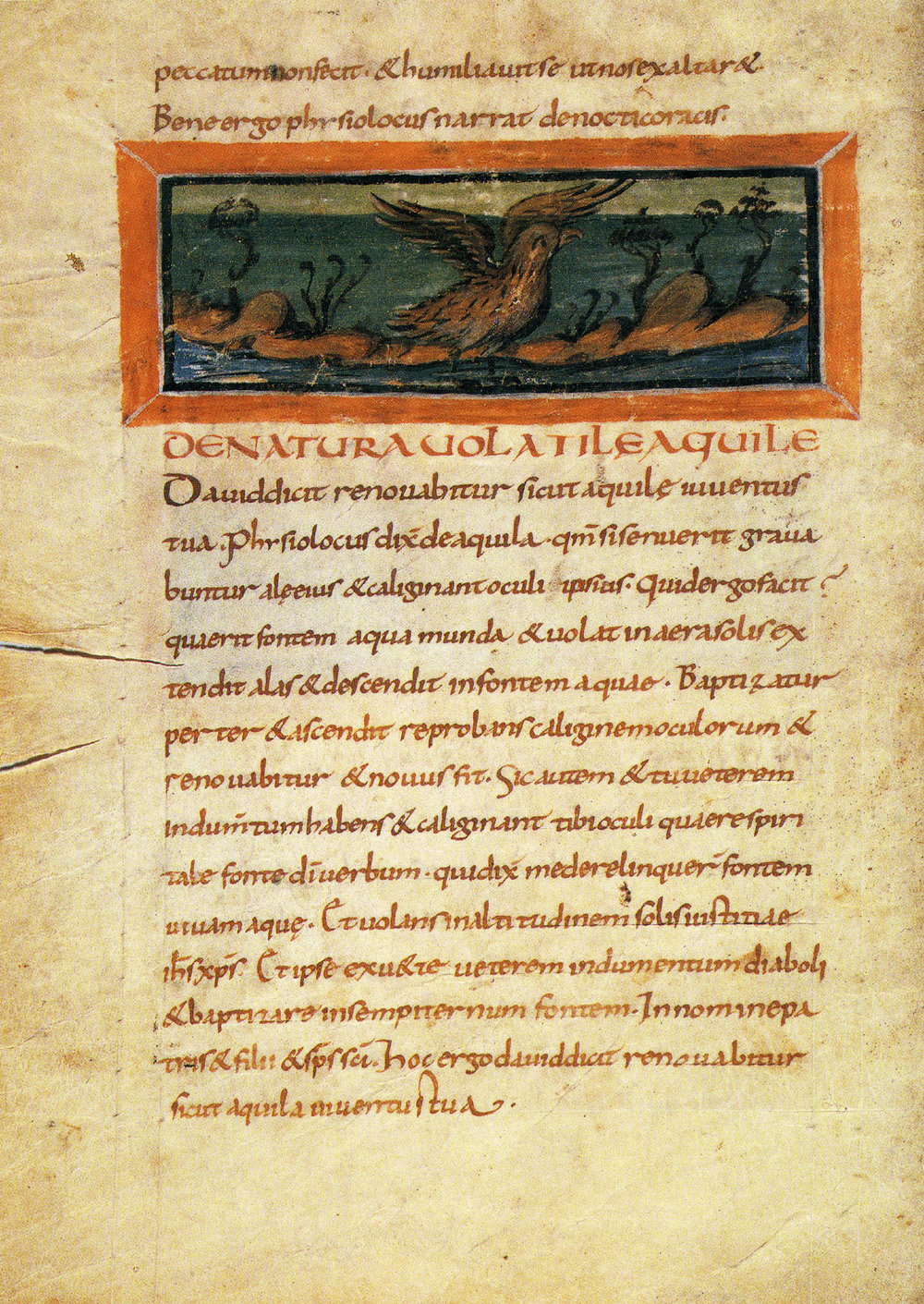
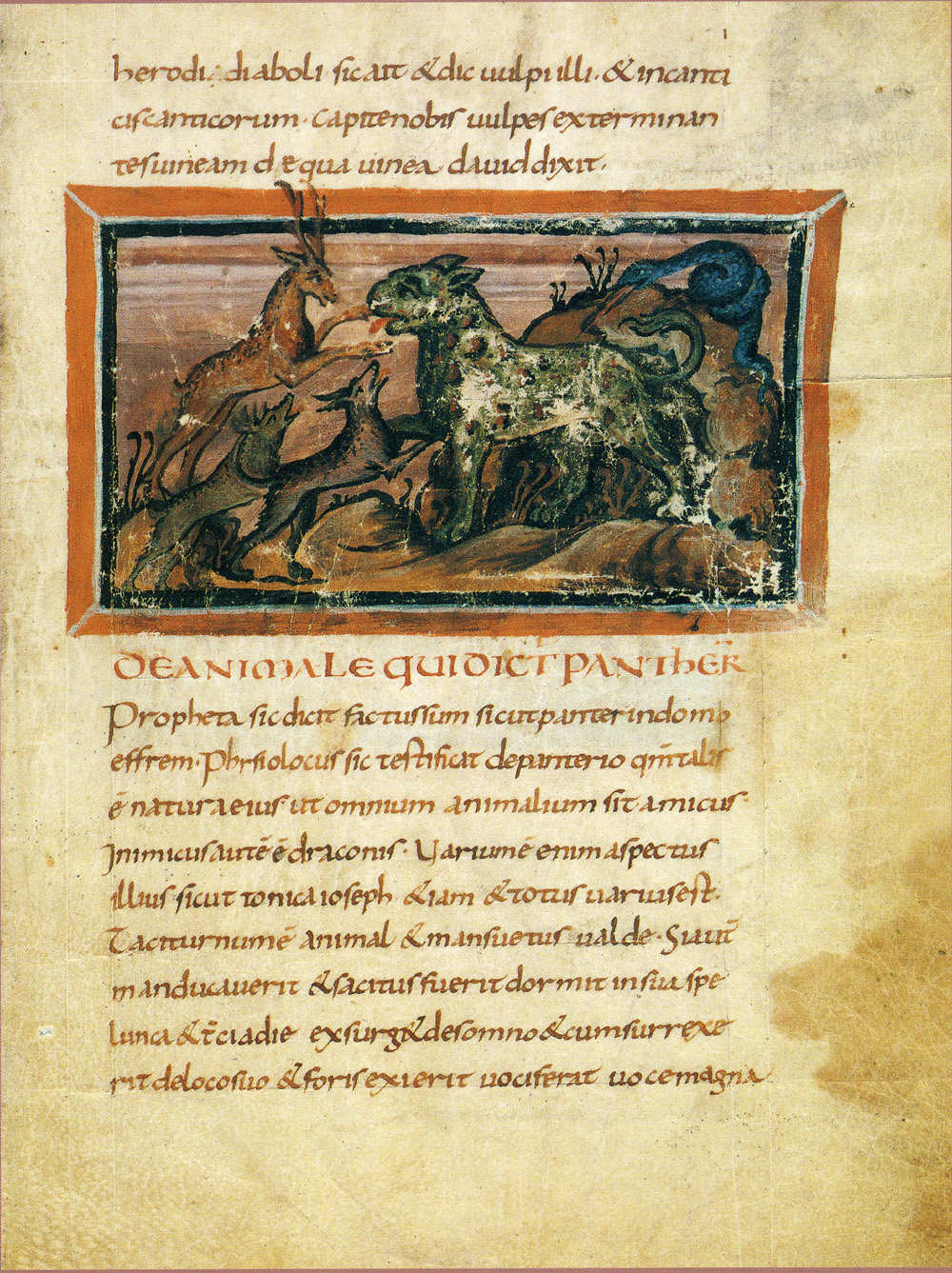
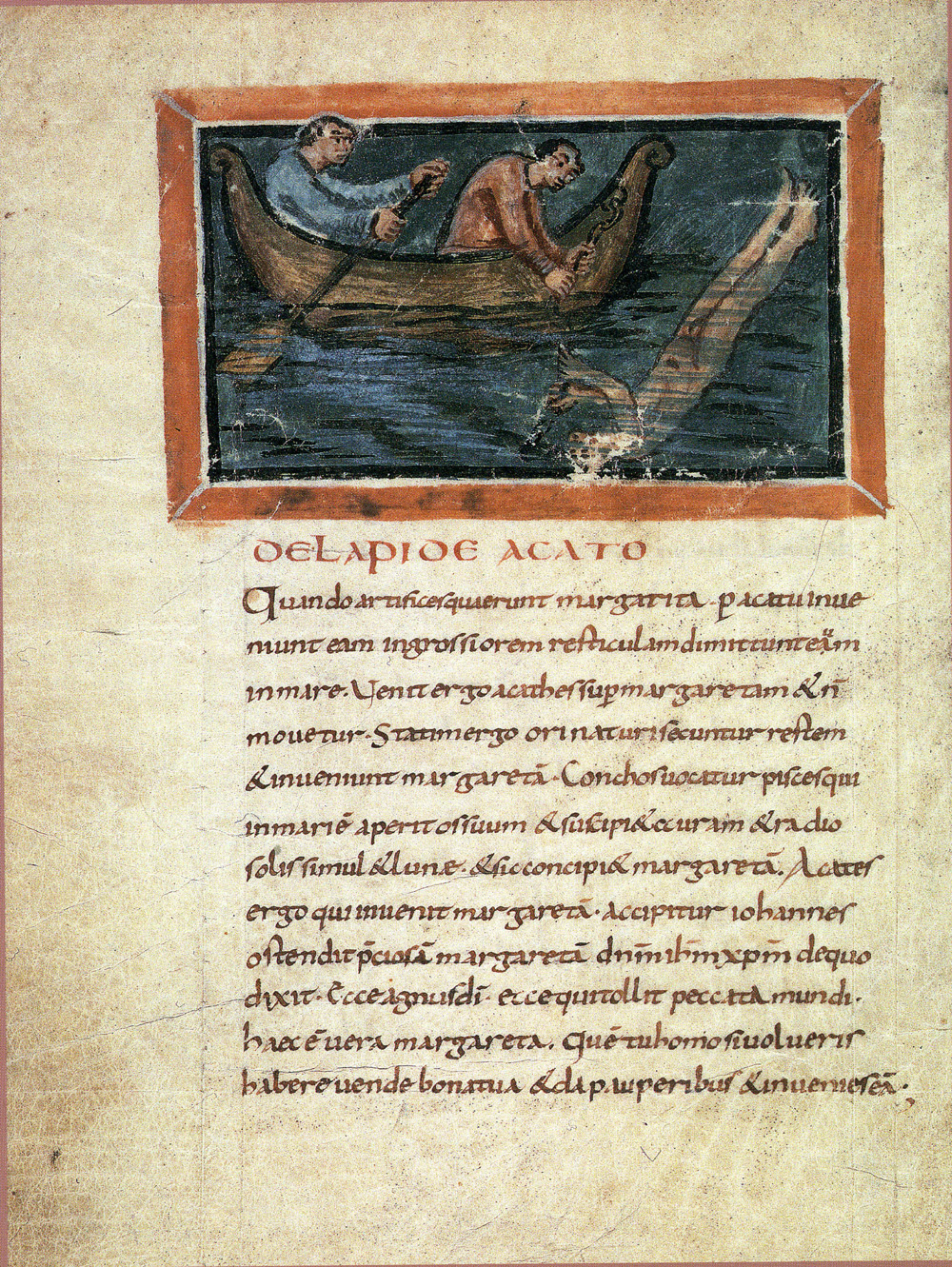
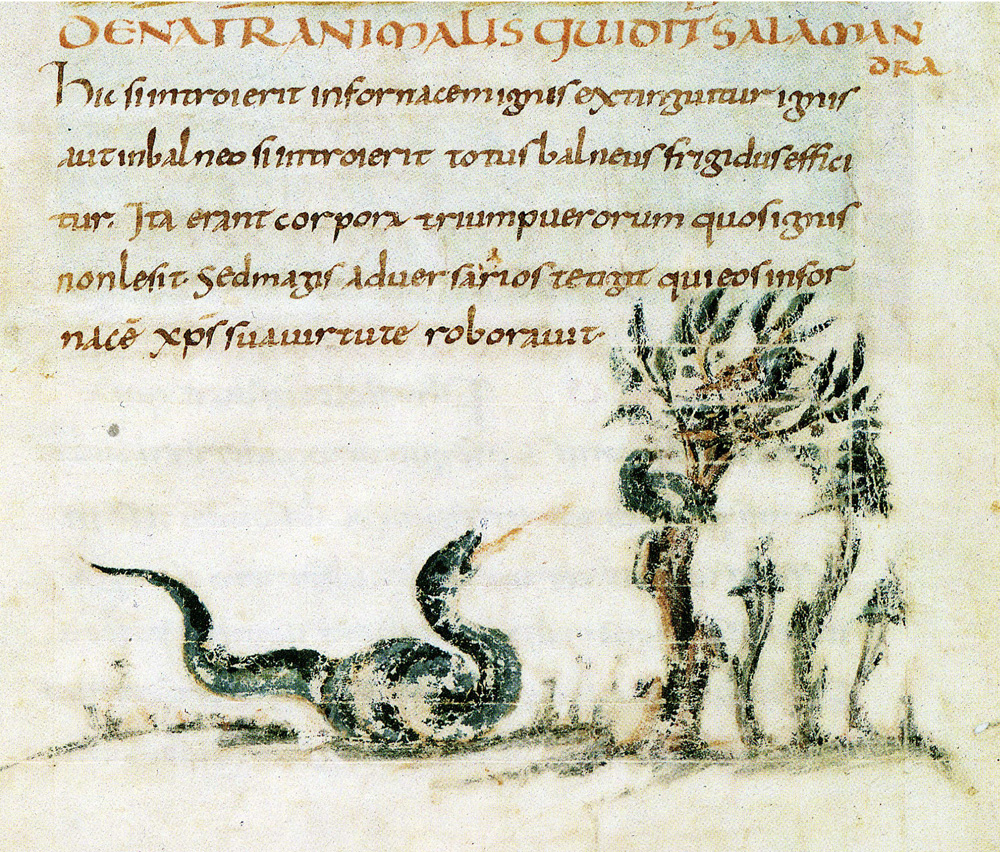